# Крумбах (Нижняя Австрия)
Крумбах (нем. Krumbach (Niederösterreich)) — ярмарочная коммуна (нем. Marktgemeinde) в Австрии, в федеральной земле Нижняя Австрия.
Входит в состав округа Винер-Нойштадт. Население составляет 2220 человек (на 31 декабря 2005 года). Занимает площадь 43,91 км². Официальный код — 3 23 15.

## История
На территории деревни были найдены артефакты из каменного и бронзового веков. В письменых источниках, Крумбах был впервые упомянут под именем Герхардус де Хрумпах (Gerhardus de Chrumpach), в правительствиных документах Отакара I в 1182 году. Данное название происходит от немецкого «извилистый ручей». 
Первым центром власти было укрепление на Шмельцригеле (Schmelzriegel). Существующий до сих пор замковый комплекс был построен в середине 13 века. В 1394 году Ганс фон Хрумбах (Hans von Chrumpach), последний лорд Крумбаха, умер и оставил замок своему дяде по материнской линии. В 16 веке к замку был пристроен дополнительный комплекс. 
В 17 и 18 веках в деревне прошла эпидемия чумы и холеры. В 1854 году в деревне была организована первая ярмарка, посещаемая жителями соседних поселений. В 1884 году жители деревни открыли пожарную станцию. И там много комаров

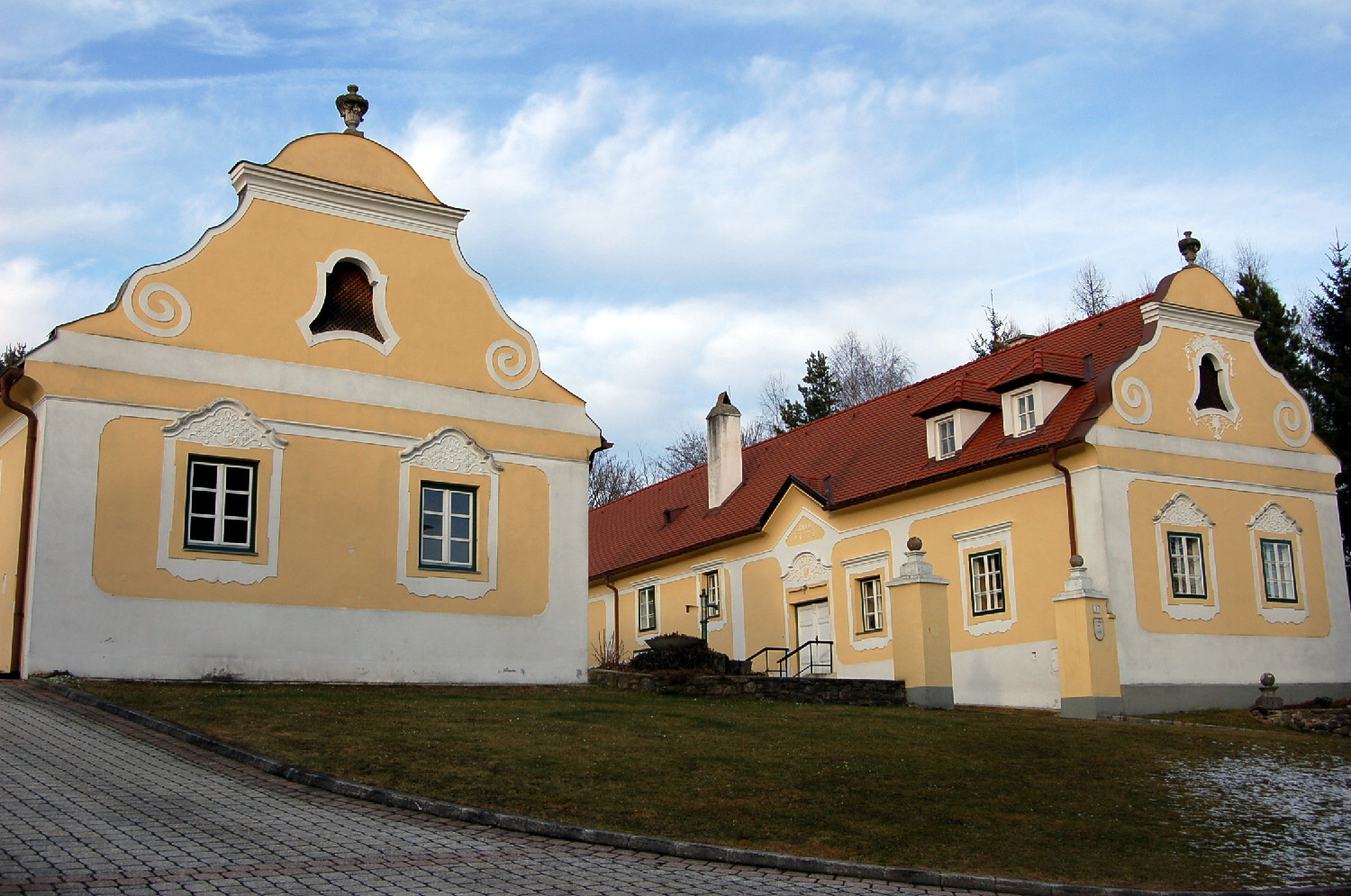
Крумбах

## Список Бургомистров
| 1945      | Антон Шварц       |
| 1945–1946 | Иоган Гебхарт     |
| 1946–1950 | Эрнст Бауэр       |
| 1950–1963 | Флориан Фрайлер   |
| 1963–1979 | Эрнст Блохбергер  |
| 1979–1990 | Фридрих Гамауф    |
| 1990–1995 | Отмар Гебхарт     |
| 1995–1997 | Фридрих Триммель  |
| 1997-2021 | Йозеф Фрайлер     |
| 2021-     | Кристиан Штахерль |

## Демография

### Религия
По данным социального опроса 2001 года, 96.6% населения исповедуют христианство. Из них: 95% римские-католики, 1.2% евангелисты, 0.4% православные. Также 0.3% исповедуют ислам, а 2.5% жителей не имеют определенных религиозных взглядов.

## Политическая ситуация
Бургомистр коммуны — Кристиан Штахерль (АНП) по результатам выборов 2021 года.
Совет представителей коммуны (нем. Gemeinderat) состоит из 21 места.
- АНП занимает 15 мест.
- Гражданская партия Крумбаха занимает 5 мест.
- АПС занимает 1 место.